# Liste der Monuments historiques in Aingeray
Die Liste der Monuments historiques in Aingeray führt die Monuments historiques in der französischen Gemeinde Aingeray auf.

## Liste der Objekte
| Bezeichnung                               | Beschreibung                       | Standort                             | Kennzeichnung | Schutzstatus | Datum | Bild |
| ----------------------------------------- | ---------------------------------- | ------------------------------------ | ------------- | ------------ | ----- | ---- |
| Skulptur Gottvater trägt den Gekreuzigten | Stein, 15. oder 16. Jahrhundert    | außen an der Kirche St-Médard (Lage) | PM54001342    | Inscrit      | 1995  |      |
| Zwölf-Apostel-Retabel                     | Stein, Anfang des 16. Jahrhunderts | außen an der Kirche St-Médard (Lage) | PM54000004    | Classé       | 1908  |      |